# 랜드 오브 프리
《랜드 오브 프리》(Land Of The Free)는 미국에서 제작된 제리 제임슨 감독의 1998년 영화이다. 제프 스피크먼 등이 주연으로 출연하였고 로널드 제이콥스 등이 제작에 참여하였다.

## 출연

### 주연
- 제프 스피크먼
- 윌리암 샤트너

### 조연
- 리사 다르
- 래리 세더
- 존 퍼리
- 크리스 레몬
- 찰스 로빈슨

## 기타
- 공동제작: 존 J. 켈리
- 라인프로듀서: 샘 슬레이만
- 협력프로듀서: 제프 앨버트
- 미술: 존 드커 주니어
- 의상: 엠버 가르시아
- 배역: 마이크 펜튼